# Урочище Плоское
Урочище Плоское — лесной заказник местного значения. Находится в 10 км к востоку от г. Енакиево. Статус заказника присвоен решением облисполкома № 276 27 июня 1984 года. Площадь — 129 га. Расположен в кварталах 151—155 Енакиевского лесничества Горловского гослесхоза. С заказником работают Горловский гослесхоз и Енакиевское лесничество.
У истока р. Булавин, по склонам и днищу разветвленной балки разместилось лесное урочище Плоское. Это один из тихих уголков в центральной части Донбасса, Байрачный лес искусственного происхождения. На всей территории безраздельно господствует дуб. На долю ясеня, береста и клёна татарского приходится всего 2 % лесопокрытой площади. Массив создавался в 1914—1915 гг. Дубы имеют высоту 16 м, диаметр 24 см.